# Штормик и мистер Персиваль
«Штормик и мистер Персиваль» (англ. Storm Boy) — повесть австралийского писателя Колина Тиле, рассказывающая о дружбе мальчика с пеликаном. Вышедшая в 1963 году повесть стала классикой австралийской детской литературы и продолжает переиздаваться.
Произведение экранизировано в 1976 году; вторая экранизация была снята в 2019 году. На русском языке перевод Владимира Муравьёва появился в 1977 году и был переиздан после выхода второй экранизации.

## Сюжет
На юге Австралии, неподалёку от устья реки Муррей, в одинокой хижине на песчаной косе жил мужчина, которого называли Том-Нелюдим (англ. Hide-Away Tom), с маленьким сыном. Туристы, увидевшие однажды, как мальчик спокойно идёт вдоль берега моря во время бури, дали ему прозвище «Штормик» (англ. Storm Boy). Отец его занимался рыбной ловлей, а мальчик почти всё время проводил на берегу, наблюдая за морем и птицами, которых было много в близлежащем заповеднике. Иногда в гости к ним заходил старый абориген Костяной Палец, который жил в миле от них.

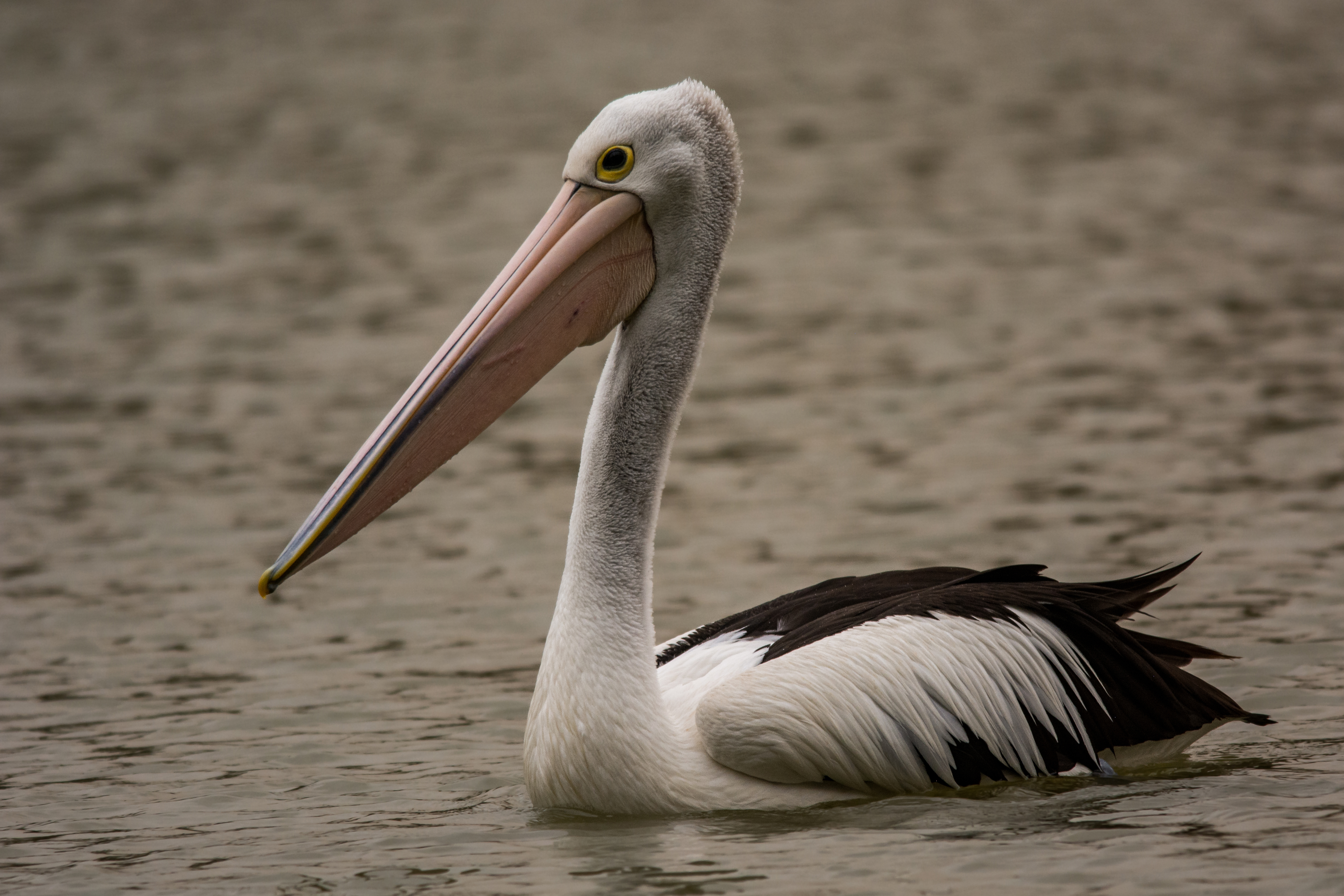
Австралийский пеликан

Несмотря на то, что в заповеднике было запрещено охотиться, туда иногда наведывались браконьеры. Однажды Штормик увидел, как охотники убили двух взрослых пеликанов и сломали их гнездо. В гнезде он нашёл трёх только что вылупившихся птенцов и принёс их домой. Он выходил их и дал им имена: мистер Премьер (англ. Mr Proud), мистер Профессор (англ. Mr Ponder) и мистер Персиваль (англ. Mr Percival). Когда птицы выросли, Штормик с отцом отвезли их к заповеднику и выпустили там, однако мистер Персиваль, самый любимый пеликан Штормика, вернулся и почти никогда не отходил от мальчика. Мальчик и Том даже научили его брать клювом и относить в море рыболовную леску. В июле, когда на море был сильный шторм, Том и Штормик увидели вдалеке тонущий буксир, который не мог пристать к берегу. С помощью мистера Персиваля, который в клюве принёс на буксир конец лески, с буксира удалось спасти всех шестерых человек, прежде чем он затонул.
Когда начался сезон охоты на уток, пеликан нередко летал кругами над охотниками, как бы предупреждая уток о том, что им грозит опасность. Утки улетали, и один раз разъярённый охотник выстрелил из ружья в пеликана, прострелив ему крыло. Мистер Персиваль упал, и Штормик принёс его в дом, однако к вечеру птица умерла. Штормик похоронил его на холме и только после этого согласился поехать учиться в школу в Аделаиду, как предлагали ему спасённые моряки, — до этого он не хотел оставлять своего друга.
Повесть заканчивается словами о том, что «такие птицы, как мистер Персиваль, на самом деле не умирают».

## Отзывы
Повесть «Штормик и мистер Персиваль» — одно из немногих произведений Колина Тиле, переведённых в СССР (кроме того, фильм по повести получил приз для детских и юношеских фильмов на ММКФ-1977). В литературе отмечалось, что эти повести «открыли нам писателя, который учит бережному отношению к природе — приморская Южная Австралия, с голосами ветра и моря, узорами на песке, пустынными островами и редкостными птицами, полна в его книгах волшебного очарования».
После смерти Тиле председатель комиссии по литературе при Австралийском Совете Имре Салусински сказал, что уникальный талант рассказчика, свойственный писателю, повлиял на поколения австралийских детей, а успех «Штормика» знаменовал собой «взросление» австралийской детской литературы (англ. His unique storytelling touched generations of Australian children, with the success of Storm Boy representing a coming of age for children’s writing in this country).
Тиле получал от читателей множество писем. В одном из них библиотекарь писала ему о попытке читать вслух «Штормика» в школе: по её словам, дойдя до 91-й страницы, она начала плакать и не могла продолжать. Вторая попытка закончилать так же. Наконец, лишь на шестой раз чтение удалось продолжить».

## Иллюстрации
Художник Роберт Ингпен за цикл иллюстраций к повести в 1974 году получил Первую премию австралийского Совета по изобразительному искусству (Visual Arts Board of the Australia Council) за иллюстрирование детской книги.

## Экранизации
Книга дважды экранизирована в Австралии. В 1976 году Генри Сафран и Иан Годдард сняли картину «Мальчик и океан» (англ. Storm Boy), в которой главные роли сыграли Грег Роу, Питер Камминс и Дэвид Галпилил. В 2019 году появилась новая экранизация книги, вышедшая в российском прокате под названием «Мой друг мистер Персиваль» (англ. Storm Boy), в ролях были задействованы Финн Литтл, Джеффри Раш, Джай Кортни; Дэвид Галпилил снялся в картине в роли отца Билли Костяного Пальца. 
Компанией Bell Shakespeare в 1996 году по повести был поставлен кукольно-музыкальный спектакль.